# 索韋亞鄉
46°0′N 26°39′E / 46.000°N 26.650°E
索韋亞鄉（羅馬尼亞語：Comuna Soveja, Vrancea），是羅馬尼亞的鄉份，位於該國東部，由弗朗恰縣負責管轄，面積94平方公里，海拔高度555米，2002年人口2,693，人口密度每平方公里29人。